# Adil Karimli
Adil Karimli est ministre de la Culture de la République d'Azerbaïdjan.

## Biographie
Adil Karimli est né le 22 octobre 1979 à Bakou. Il est diplômé de la faculté de droit de l'Université d'État de Bakou.
A. Karimli parle couramment l'anglais et le russe. Il est officier de réserve spécialisé en droit militaire.
Adil Karimli a été nommé ministre de la Culture de la République d'Azerbaïdjan par décret du président de la République d'Azerbaïdjan du 14 avril 2023.

## Vie privée
Adil Karimli est marié et a trois enfants.